# Orquestra Filharmònica d'Estrasburg
L'Orquestra Filharmònica d'Estrasburg (en francès, Orchestre Philharmonique de Strasbourg) és una orquestra francessa amb seu a Estrasburg. És una de les dues orquestres permanents de l'Òpera nacional del Rin. El local principal actual de l'orquestra és el Palau de la música i de congressos «Pierre Pflimlin» ("PMC Pierre-Pflimlin", o "PMC").
L'orquestra va ser fundada en 1855. Entre 1871 i 1918, i 1940 i 1944, l'orquestra ha estat alemanya, com a resultat dels conflictes entre França i Alemanya sobre la regió d'Alsàcia. En 1997, l'orquestra va adquirir el títol oficial de "Orquestra filharmònica d'Estrasburg - orquestra nacional" (Orchestre philharmonique de Strasbourg – orchestre national). L'orquestra actualment té 110 músics permanents. El francès Jean-Louis Agobet va ser compositor resident des de 2001 fins a 2004.
Entre els directors musicals i d'orquestra en el passat figuren Hans Pfitzner, George Szell, Hans Rosbaud, Ernest Bour, Charles Bruck i Alain Lombard. Marc Albrecht es va convertir en assessor artístic de l'orquestra en 2005, i director musical en 2008. Albrecht i l'orquestra han gravat comercialment per al segell Pentatone, incloent lieder orquestrals de Alban Berg, i concerts per a piano de Robert Schumann i Antonín Dvořák. Albrecht va concloure el seu càrrec en 2011. El gener de 2011, l'orquestra va anunciar el nomenament de Marko Letonja com el seu proper director musical, efectiu amb la temporada 2012-2013.

## Directors
L'orquestra ha tingut els següents directors:
- 1871–1907: Franz Stockhausen
- 1907–1914: Hans Pfitzner (1r cop)
- 1914–1917: Otto Klemperer (assistent de Pfitzner)
- 1918–1919: Hans Pfitzner (1r cop)
- 1918-1924: George Szell
- 1919–1929: Guy Ropartz
- 1929–1940: Paul Paray
- 1940–1945: Hans Rosbaud
- 1945–1950: Paul Bastide
- 1950–1964: Ernest Bour
- 1964–1971: Alceo Galliera
- 1971–1983: Alain Lombard
- 1983–1997: Theodor Guschlbauer
- 1997–2003: Jan Latham Koenig
- 2004–2011: Marc Albrecht
- desde sept. 2012: Marko Letonja